# Francesco Arena (politico)
Francesco Arena (Messina, 13 agosto 1926 – 6 giugno 1975) è stato un politico italiano.

## Biografia
Di professione avvocato, esponente del Partito Liberale Italiano, venne eletto al Senato della Repubblica alle elezioni del 1968 e poi confermato anche a quelle del 1972. Morì all'età di 48 anni nel giugno 1975, da senatore in carica e viene sostituito da Stefano Germanò.